# 傑布·亨薩靈
傑布·亨薩靈（英語：Jeb Hensarling；1957年1月29日—）是美国的一位政治人物。自2003年開始，他是德克萨斯州第5選舉區選出的聯邦眾議員。他的黨籍是共和黨。他是現任的美國眾議院金融服务委員會主席。